# Karl-Liebknecht-Haus
Karl-Liebknecht-Haus – siedziba niemieckiej partii Die Linke usytuowana w berlińskiej dzielnicy Mitte, przy Kleine Alexanderstraße 28.
Budynek został zbudowany w latach 1910–1912 przez fabrykanta Rudolpha Wertha z przeznaczeniem na pomieszczenia biurowe i fabrykę. W listopadzie 1926 roku został wykupiony przez Komunistyczną Partię Niemiec i stał się siedzibą jej Komitetu Centralnego, redakcji gazety Die Rote Fahne oraz Komunistycznego Związku Młodych Niemiec. Nazwano go na cześć Karla Liebknechta, zamordowanego przez Freikorps w styczniu 1919 roku. W lutym 1933 roku budynek został zamknięty przez nazistowskie władze, a w marcu przejęty przez Sturmabteilung (SA) i zmieniono jego nazwę na Horst-Wessel-Haus.
W czasie operacji berlińskiej podczas II wojny światowej budynek poważnie ucierpiał, lecz w 1948 roku został odbudowany i przywrócono mu nazwę sprzed 1933 roku. Od 1950 roku mieścił się w nim Instytut Marksizmu-Leninizmu przy Komitecie Centralnym Socjalistycznej Partii Jedności Niemiec.
Od 1990 roku był siedzibą krajową Partii Demokratycznego Socjalizmu. Po fuzji PDS z Alternatywą Wyborczą Praca i Sprawiedliwość Społeczna, siedziba partii Die Linke. Oprócz Lewicy w Karl-Liebknecht-Haus swoją centralę ma organizacja Wolna Młodzież Niemiecka. Od 1977 roku budynek znajduje się na liście prawnie chronionych zabytków.

## Galeria

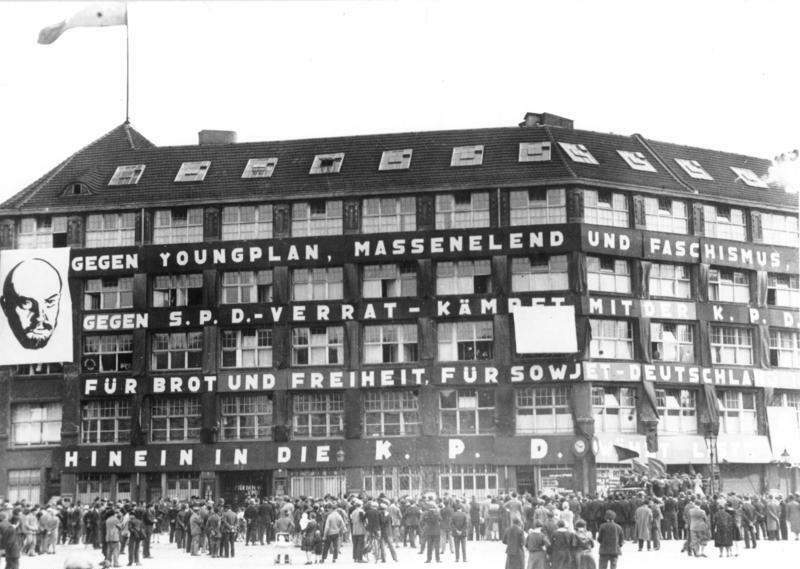
Hasła wyborcze na budynku w czasie wyborów w 1930 roku
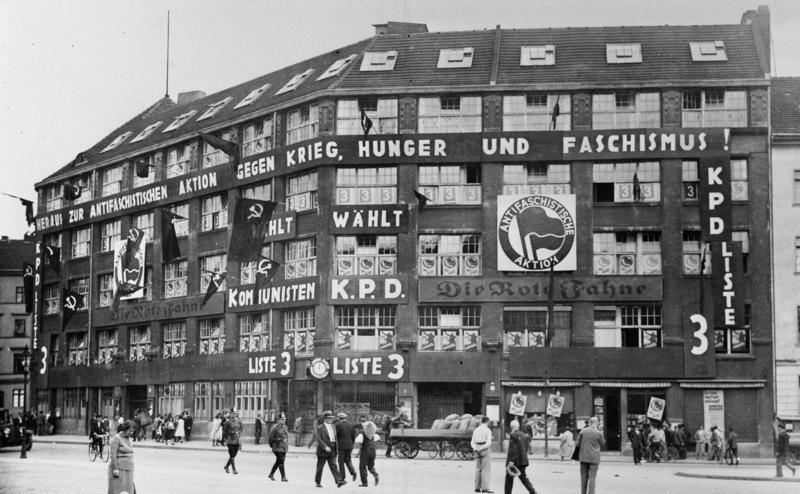
Hasła wyborcze na budynku w czasie wyborów w 1932 roku
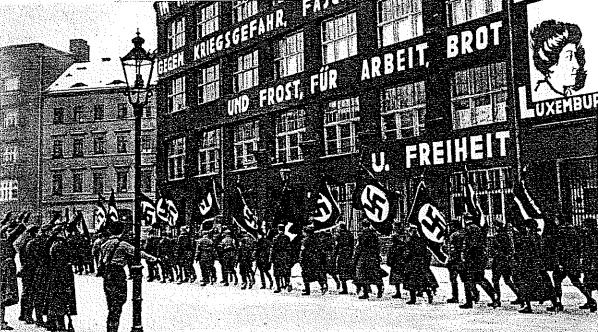
Demonstracja SA przed budynkiem w 1933 roku
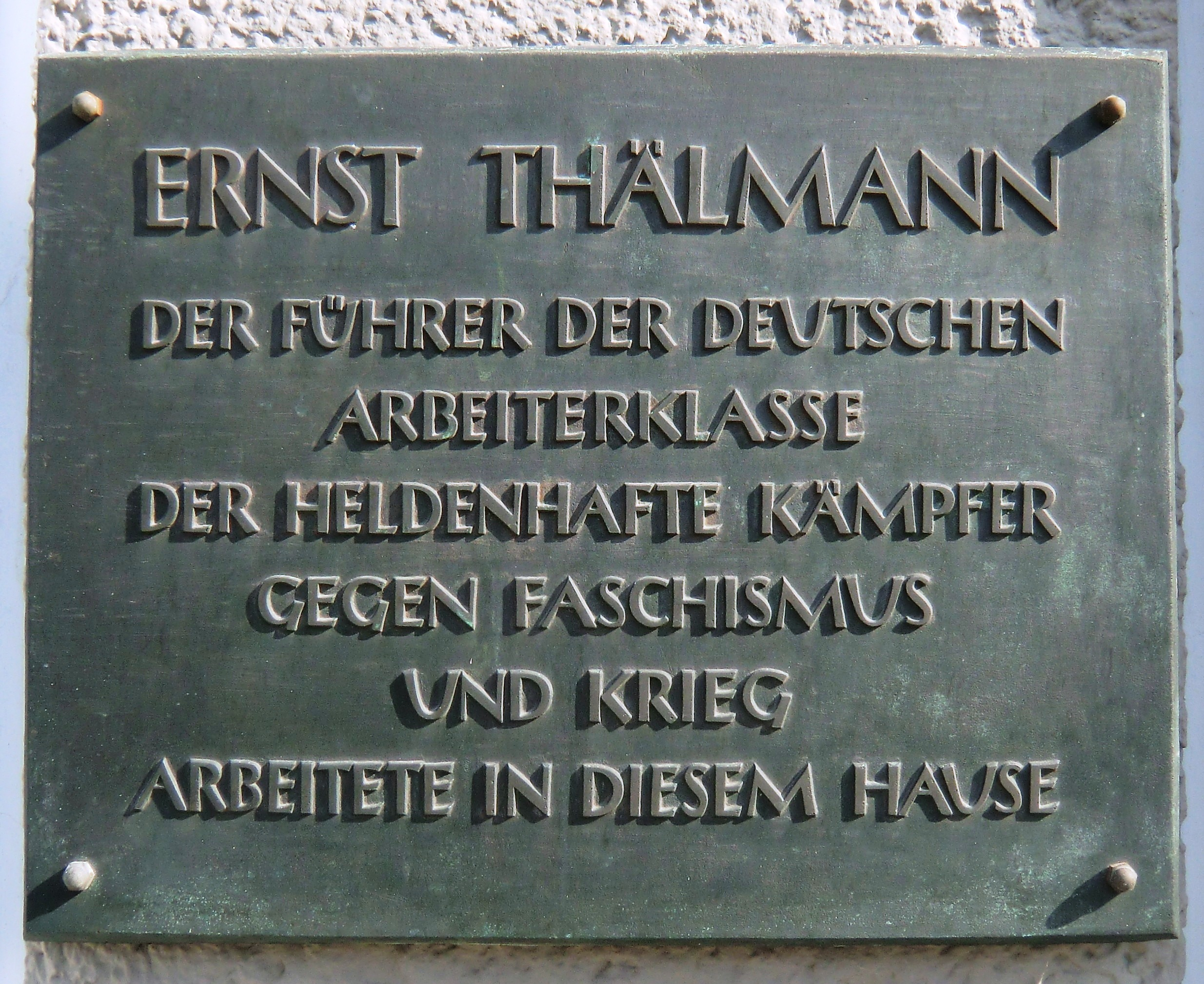
Pamiątkowa tablica na fasadzie budynku upamiętniająca Ernsta Thälmanna